# Glycine Watch

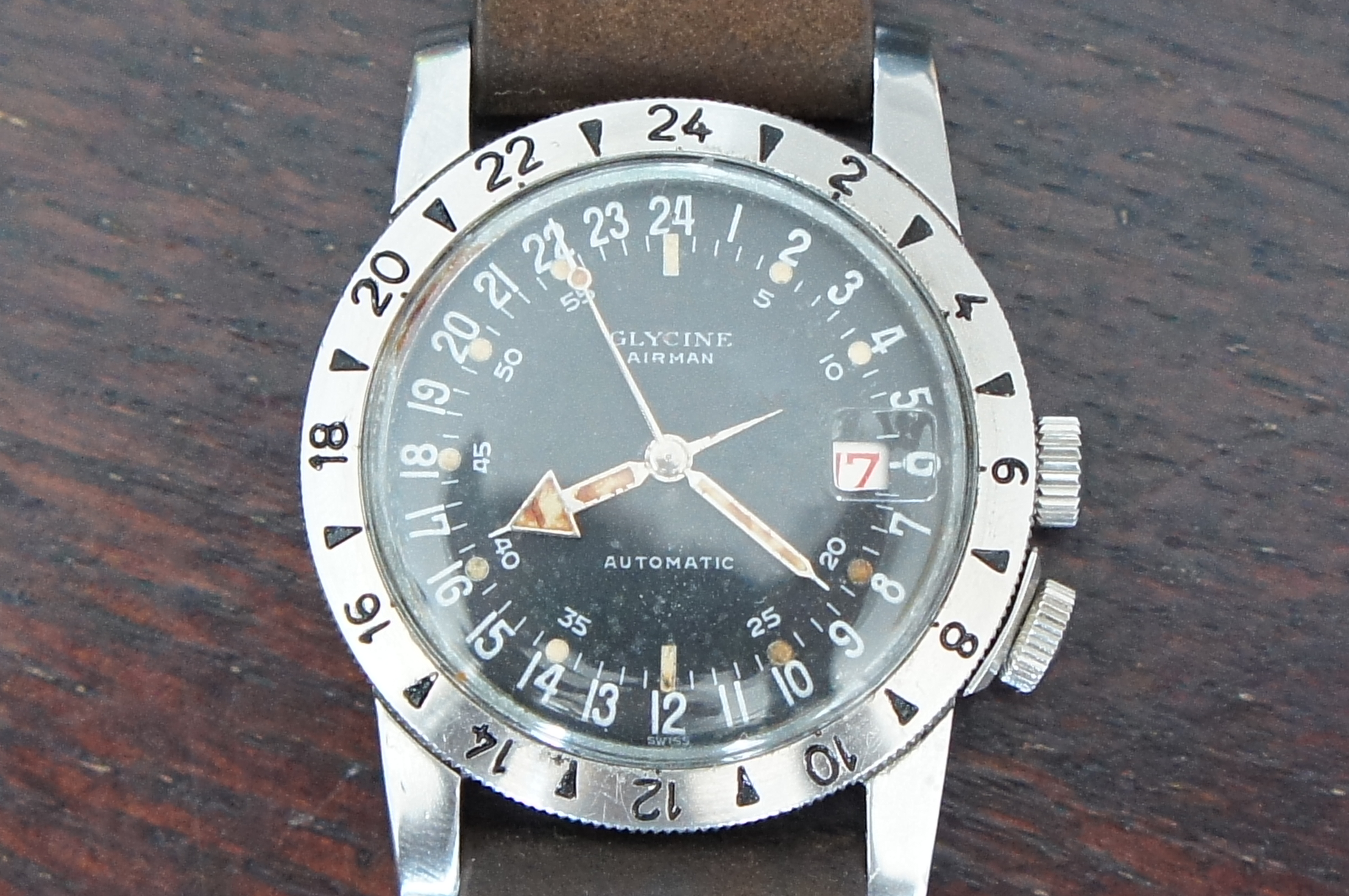
Glycine Airman del 1958

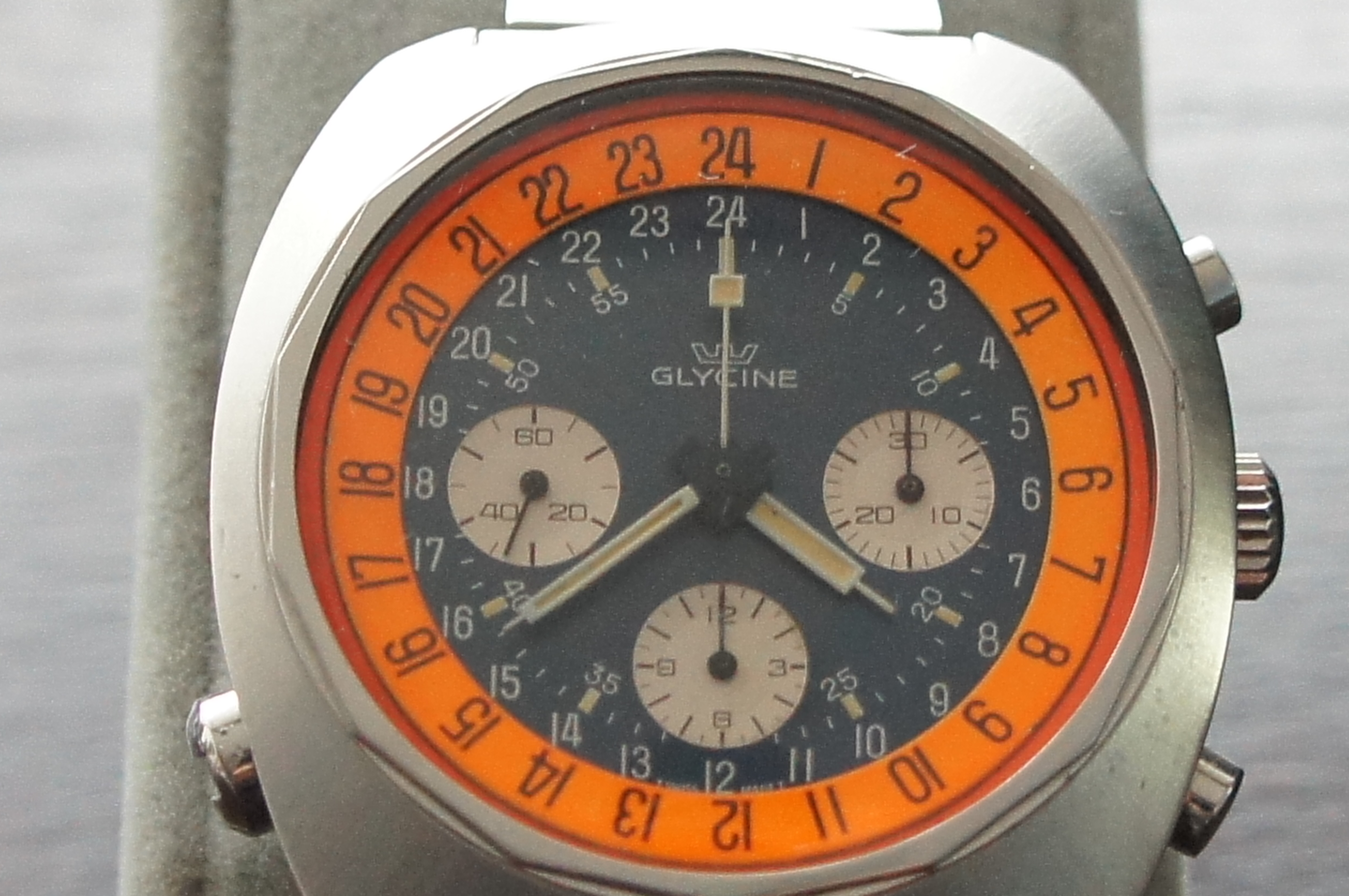
Cronografo Glycine Airman SST

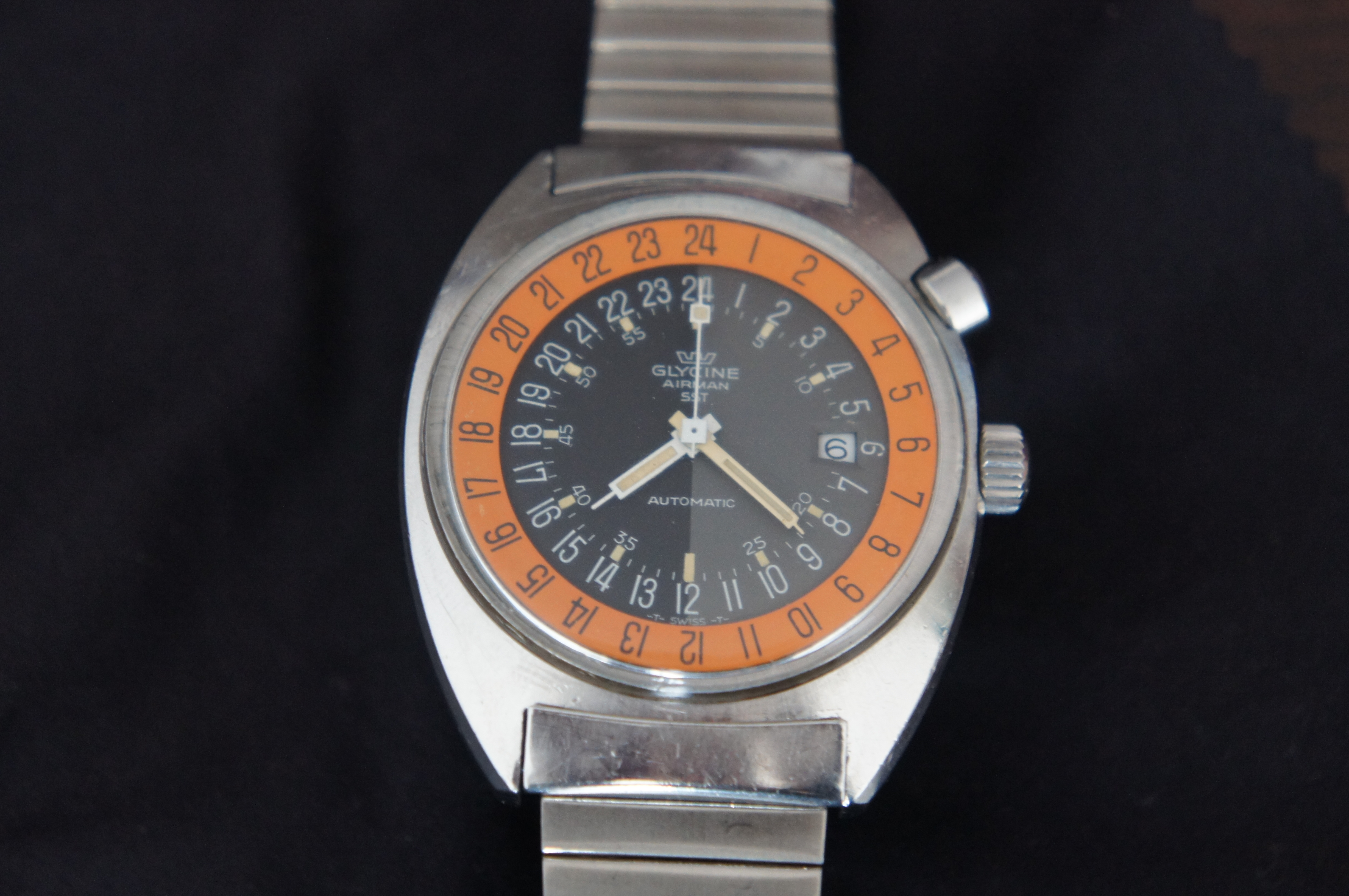
Glycine Airman SST

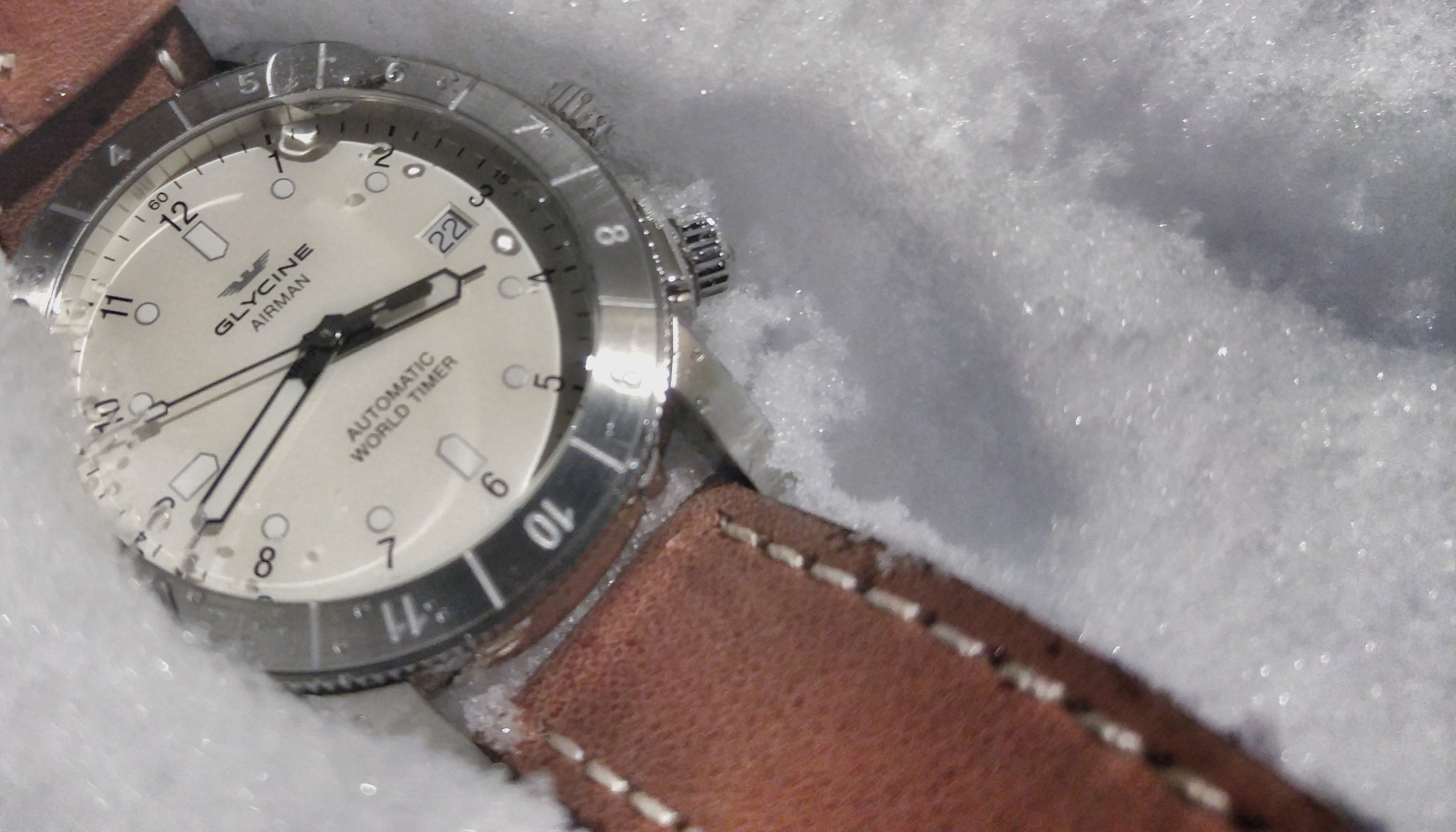
Glycine Airman 42 "Double Twelve" GL0061.

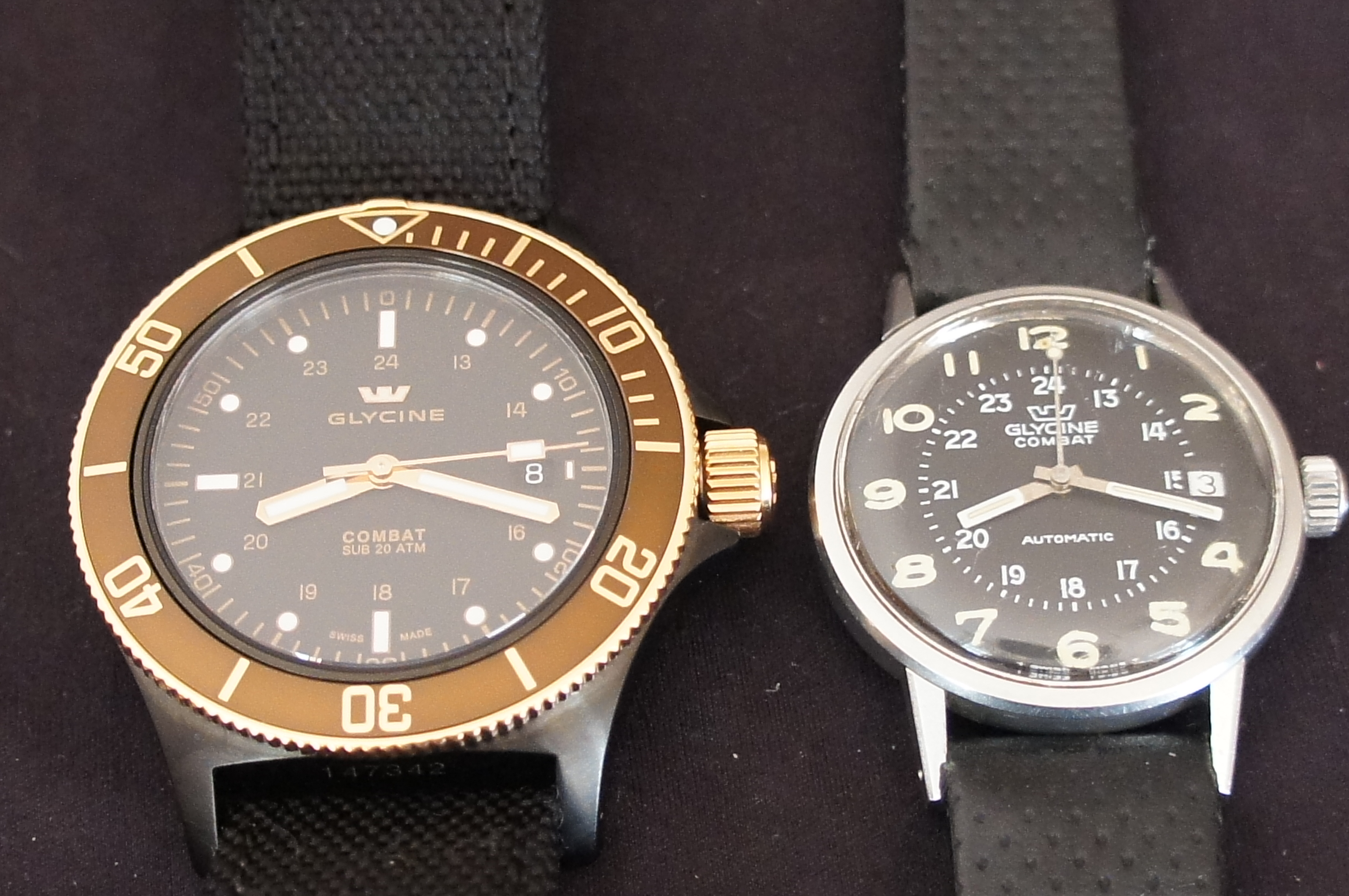
Glycine Combat Golden Eye e prima generazione di Glycine Combat

Glycine Watch SA è un'azienda svizzera di produzione d'orologi. Venne fondata nel 1914 a Bienne dall'orologiaio svizzero Eugène Meylan, originariamente sotto il nome di Fabrique d'Horlogerie La Glycine.

## Storia e modelli famosi
Al pari di altri marchi, Glycine si specializzò dapprima nella progettazione e produzione d'orologi da polso a carica manuale per donna, e solo a partire dall'ottobre del 1930 cominciò a lanciare sul mercato i suoi primi modelli automatici e cronometri.
Ha prodotto nella sua storia alcuni modelli rinomati, tra cui il Combat-Sub e soprattutto l'Airman.
Quest'ultimo venne rilasciato per la prima volta nel 1953 in concomitanza con la diffusione dei voli transatlantici facilitati dai primi aviogetti civili. È stato uno dei primi modelli d'orologio GMT, capace cioè di tener traccia di un secondo fuso orario, senza la tipica quarta lancetta ma grazie, invece, ad un quadrante da 24 ore (al posto del più tradizionale 12 ore) dotato di indicatori A.M. e P.M. ed una lunetta oraria con rotazione bi-direzionale bloccabile, oltre che di una complicazione calendario. L'Airman riscosse un notevole successo nel mondo dell'aviazione, sia civile che militare, e venne indossato da molti aviatori della USAF nel corso della Guerra del Vietnam. Anche l'astronauta Pete Conrad ne usò uno durante la missione Gemini 5.
Sull'onda del successo, Glycine introdusse l'Airman SST nel 1967, un modello ispirato ai primi aerei supersonici come il Concorde, e dotato d'una cassa a forma di tonneaux e quadrante con lunetta GMT interna ed arancione. Negli anni, Glycine ha rilasciato numerose iterazioni dell'Airman, tra cui alcune dotate di quarta lancetta GMT, dell'ingrandimento della data, di complicazione cronografica, e del più comune quadrante da 12 ore.
Nel 2016 Glycine è stata acquisita dall'Invicta Watch Group. Il coinvolgimento di Invicta dopo l'acquisizione si è concentrato prevalentemente sullo sviluppo delle strategie di marketing e di distribuzione.